# Bula (Camarines Sur)
Bula (Bayan ng Bula) är en kommun i Filippinerna. Kommunen ligger på ön Luzon, och tillhör provinsen Camarines Sur. Folkmängden uppgår till 69 430 invånare (folkräkning 2015).

## Barangayer
Bula är indelat i 33 barangayer.
| - Bagoladio - Bagumbayan - Balaogan - Caorasan - Casugad - Causip - Fabrica - Inoyonan - Itangon - Kinalabasahan - La Purisima | - La Victoria - Lanipga - Lubgan - Ombao Heights - Ombao Polpog - Palsong - Panoypoyan - Pawili - Sagrada (Sagrada Familia) - Salvacion (Pob.) - San Agustin | - San Francisco - San Isidro - San Jose - San Miguel - San Ramon - San Roque (Pob.) - San Roque Heights - Santa Elena - Santo Domingo - Santo Niño - Taisan |